# Alstonieae
Alstonieae és una tribu de la subfamília de les Rauvolfioideae que pertany a la família de les Apocynaceae. Comprèn 8 gèneres.

## Gèneres
- Alstonia R. Br.
- Amblyocalyx Benth. = Alstonia R. Br.
- Aspidosperma Mart. & Zucc.
- Bisquamaria Pichon = Laxoplumeria Markgr.
- Blaberopus A. DC. = Alstonia R. Br.
- Coutinia Vell. = Aspidosperma Mart. & Zucc.
- Cufodontia Woodson = Aspidosperma Mart. & Zucc.
- Cylindrosperma Ducke = Microplumeria Baill.
- Geissospermum Allemão
- Haplophyton A. DC.
- Laxoplumeria Markgr.
- Microplumeria Baill.
- Paladelpha Pichon = Alstonia R. Br.
- Paralyxia Baill. = Aspidosperma Mart. & Zucc.
- Strempeliopsis Benth.
- Tonduzia Pittier ~ Alstonia R. Br.
- Vallesia Ruiz & Pav.
- Winchia A. DC. = Alstonia R. Br.